# Penicillium thomii
Penicillium thomii är en svampart som beskrevs av Maire 1917. Penicillium thomii ingår i släktet Penicillium och familjen Trichocomaceae.   Inga underarter finns listade i Catalogue of Life.